# Graciela Saralegui
Graciela María Saralegui Leindekar (Montevideo, 21 de Setembro de 1925 - 6 de maio de 1966) foi uma narradora e poeta uruguaia.

## Obra
- Hilera de tréboles (1942)
- Potros enlazados (1949)
- Mares vegetales (1950)
- Sombras sin sueño (1953)
- Tocando fondo (1965)